# Horton (Familienname)
Horton ist ein ursprünglich angelsächsischer Familienname.

## Herkunft und Bedeutung
Horton ist ein Wohnstättenname der auf Personen zurückgeht, die in einem der zahlreichen Orte namens Horton gelebt haben.

## Namensträger
- Africanus Horton (1835–1883), Schriftsteller aus Sierra Leone
- Albert Clinton Horton (1798–1865), US-amerikanischer Politiker
- Andrew Horton (Schauspieler), Schauspieler
- Andrew Horton (Schachspieler) (* 1998), englischer Schachspieler
- Bayard Taylor Horton (1895–1980), US-amerikanischer Mediziner
- Benjamin Jason Horton (1873–1963), US-amerikanischer Politiker
- Big Walter Horton (1918–1981), US-amerikanischer Blues-Musiker
- Brian Horton (≈1975–2022), US-amerikanischer Jazzmusiker
- Danny Horton (1946–2011), britischer Radrennfahrer
- David Horton (* um 1940), englischer Badmintonspieler
- DeRon Horton (* 1992), amerikanischer Schauspieler
- Edmund Horton (1896–1944), US-amerikanischer Bobsportler
- Edward Everett Horton (1886–1970), US-amerikanischer Schauspieler
- Frank Horton (1919–2004), US-amerikanischer Politiker
- Frank O. Horton (1882–1948), US-amerikanischer Politiker
- George Moses Horton (~1797–~1883), US-amerikanischer Dichter
- Goldie Printis Horton (1887–1972), US-amerikanische Mathematikerin und Hochschullehrerin
- Graham Horton (* 1962), britisch-deutscher Informatiker und Hochschullehrer
- Helen Horton (1923–2007), US-amerikanische Schauspielerin
- Henry Hollis Horton (1866–1934), US-amerikanischer Politiker
- James Horton (* 1948), britischer Maler und Präsident der Royal Society of British Artists
- James Oliver Horton (1943–2017), US-amerikanischer Historiker
- Jennifer Pritchard (* um 1938), englische Badmintonspielerin
- John Horton (* 1951), englischer Rugby-Union-Spieler
- John William Horton = Willy Hornstein (1893–1974), deutscher Jurist
- Johnny Horton (1925–1960), US-amerikanischer Country-Sänger
- Jon Horton (* 1964), US-amerikanischer American-Football-Spieler
- Katie Horton (* 1995), US-amerikanische Volleyball- und Beachvolleyballspielerin
- Kenneth Horton (* 1989), US-amerikanischer Basketballspieler
- Kevin M. Horton (* 1986), US-amerikanischer Filmschauspieler
- Kiana Horton (* 1997), US-amerikanische Leichtathletin
- Lester Horton (1906–1953), US-amerikanischer Tänzer und Choreograph
- Mack Horton (* 1996), australischer Schwimmer
- Marietta Horton (* 1941), Bundesverdienstkreuzträgerin
- Mary Ann Horton (* 1955), Internetpionier
- Max Kennedy Horton (1883–1951), britischer Admiral
- Michael Horton (Schauspieler) (* 1952), US-amerikanischer Schauspieler
- Michael Horton (Filmeditor), neuseeländischer Filmeditor
- Michael Horton (Theologe) (* 1964), US-amerikanischer evangelikaler Theologe
- Myles Horton (1905–1990), US-amerikanischer Aktivist
- Nathan Horton (* 1985), kanadischer Eishockeyspieler
- Peter Horton (1941–2023), österreichischer Gitarrist, Liedermacher, Fernsehmoderator und Schriftsteller
- Peter Horton (Schauspieler) (* 1953), US-amerikanischer Schauspieler
- Pug Horton (Joanne Horton, * 1932), britische Jazzsängerin
- Robert Horton (Schauspieler) (1924–2016), US-amerikanischer Schauspieler
- Robert Horton (Manager) (1939–2011), britischer Manager
- Robert Elmer Horton (1875–1945), US-amerikanischer Geologe, Bodenkundler und Hydrologe
- Robert F. Horton (1855–1934), britischer Autor
- Ron Horton (* 1960), US-amerikanischer Jazz-Trompeter
- Scott Horton (* 1976), US-amerikanischer Radiomoderator und Sachbuchautor
- Talen Horton-Tucker (* 2000), US-amerikanischer Basketballspieler
- Tim Horton (1930–1974), kanadischer Eishockeyspieler und Unternehmer
- Thomas R. Horton (1822–1894), US-amerikanischer Politiker
- Tony Horton (1938–2020), englischer Rugby-Union-Spieler
- Valentine B. Horton (1802–1888), US-amerikanischer Politiker
- Vaughn Horton (1911–1988), US-amerikanischer Countrysänger und Songwriter
- Ward Horton (* 1976), US-amerikanischer Schauspieler
- Willi Horton, US-amerikanischer Raubmörder und Vergewaltiger, siehe Präsidentschaftswahl in den Vereinigten Staaten 1988#Wahlkampf
- William B. Horton (1849–1887), US-amerikanischer Lehrer, Schulleiter, Geschäftsmann und Politiker
- William Horton (Bobfahrer) (1897–1974), britischer Bobfahrer
- William Horton (Segler, 1909) (1909–1973), US-amerikanischer Segler
- William Horton (Segler, 1939) (* 1939), US-amerikanischer Segler
- Wilkins P. Horton (1889–1950), US-amerikanischer Politiker
- Zilphia Horton (1910–1956), US-amerikanische Musikerin, Volkskundlerin, Erzieherin und Bürgerrechtsaktivistin